# Frostproof
Frostproof és una població dels Estats Units a l'estat de Florida. Segons el cens del 2000 tenia 2.975 habitants.

## Demografia
Segons el cens del 2000, Frostproof tenia 2.975 habitants, 1.119 habitatges, i 792 famílies. La densitat de població era de 461,3 habitants/km².
Dels 1.119 habitatges en un 29,7% hi vivien nens de menys de 18 anys, en un 52% hi vivien parelles casades, en un 13,8% dones solteres, i en un 29,2% no eren unitats familiars. En el 24,4% dels habitatges hi vivien persones soles el 14,8% de les quals corresponia a persones de 65 anys o més que vivien soles. El nombre mitjà de persones vivint en cada habitatge era de 2,66 i el nombre mitjà de persones que vivien en cada família era de 3,11.
Per edats la població es repartia de la següent manera: un 26,7% tenia menys de 18 anys, un 11,2% entre 18 i 24, un 23,6% entre 25 i 44, un 20,5% de 45 a 60 i un 18,1% 65 anys o més.
L'edat mediana era de 35 anys. Per cada 100 dones de 18 o més anys hi havia 98,5 homes.
La renda mediana per habitatge era de 30.412 $ i la renda mediana per família de 33.707 $. Els homes tenien una renda mediana de 27.234 $ mentre que les dones 18.273 $. La renda per capita de la població era de 15.396 $. Entorn del 14,7% de les famílies i el 16,8% de la població estaven per davall del llindar de pobresa.

## Poblacions més properes
El següent diagrama mostra les poblacions més properes.